# Атлантическо-Североамериканская область
Атлантическо-Североамериканская область — флористическая область в биогеографии и экологии. Входит в Бореальное подцарство и Голарктическое царство. Расположена в северной части материка Северная Америка. Давно замечено сходство её флоры с флорой Восточноазиатской области, особенно флоры Аппалачей. В то же время флора второй заметно богаче. Среди общих родов обеих этих областей есть, например, такие, которые представлены лишь двумя видами, по одному в каждой, — тюльпанное дерево (Liriodendron). Это говорит о наличии связей между этими областями в геологическом прошлом, их общем развитии.

## Характер флоры
Особенно высок эндемизм отдельных родов и видов (100 эндемичных родов). Эндемичных семейств — только 2. Характерны маковые, розоцветные, крестоцветные, и др. В основном эндемики концентрируются в Аппалачах. В большинстве это — третичные реликты. Здесь богата лесная флора.
Типичны такие представители, как различные магнолиевые, дубы, платаны, лавровые, клёны, белая акация (Robbinia pseudoacacia), американский ясень.